# Чин, Элиас Камсек
Элиас Камсек Чин (англ. Elias Camsek Chin; род. 10 октября 1949; Пелелиу, Палау) — политический, государственный и общественный деятель Республики Палау, вице-президент Палау с 1 января 2005 по 15 января 2009 года, президент Сената Палау с 16 января 2013 по 19 января 2017 года.

## Биография
Внук шахтёра-китайца. Мать-японка. Учился в школе в Гонолулу (Гавайи). Образование получил в Гавайском университете, где получил степень бакалавра гуманитарных наук. Обучался также в Институте электроники на Гавайях, получил также степень бакалавра в области электроники.
С 1975 года офицером служил в танковом корпусе армии США. Позже был переведен в авиацию. Более 20 лет служил лётчиком ВВС США. Окончил воздушно-десантную школу армии США, школу рейнджеров армии США, офицерскую школу США и компьютерную школу армии США. Провёл в воздухе три тысячи часов. Участвовал в боях и был награждён многочисленными медалями.
В 1997 году подполковник Чин вышел в отставку из армии США.
Был назначен министром юстиции (1997—2000). Камсек Чин стал членом Парламента Палау. В ноябре 2000 года избран сенатором в Национального конгресса.
2 ноября 2004 года избран вице-президентом Насау при президенте Кунио Накамура, победив на выборах Сандру Пьерантоцци.
Президент Томас Ременгесау (младший) назначил его вновь министром юстиции.
На Всеобщих выборах в Палау 2008 года Чин баллотировался на пост президента, но потерпел поражение во втором туре, набрав 49 процентов голосов. Президентом Насау был избран Джонсон Торибионг.

## Награды
- Орден «Легион почёта»
- Медаль «За похвальную службу» (Вооружённые силы США)
- Похвальная медаль (США)
- Медаль «За службу национальной обороне» (США)
- Лента армейской службы за рубежом
- Значок парашютиста
- Нашивка «Рейнджера»
- Army Master Aviator Badge